# Schlacht von Changban
Sishui-Pass – Hulao-Pass – Jieqiao – Guandu – Changban – Chibi – Tong-Tor – Hefei – Dingjun – Fancheng – Xiaoting – Südliche Kampagne – Shiting – Jieting – Nördliche Expeditionen – Wu-Zhang-Ebene
Die Schlacht von Changban war eine Konfrontation der chinesischen Warlords Liu Bei und Cao Cao zur Zeit der Drei Reiche.
Changban liegt nahe bei der heutigen Stadt Yichang in der Hubei-Provinz. Cao Cao war zur Zeit der Schlacht schon faktisch der Herrscher des nördlichen China, Liu Bei war noch heimatlos und hatte in den Jahren davor den Warlords Liu Biao und Yuan Shao gedient. Liu Bei führte viele Zivilisten mit sich, von denen einige in der Schlacht fielen. Liu Bei verlor die Schlacht und wurde von Cao Caos Armee verfolgt, und seine Frau mit seinem kleinen Sohn Liu Shan geriet in ihre Hände. Zhao Yun, ein General unter Liu Bei, konnte Liu Shan retten und zu Liu Bei zurückbringen. Zwar versuchte Cao Cao, Zhao Yun gefangen zu nehmen und in seinen Dienst zu zwingen, aber Zhang Fei hielt Cao Caos Armee an der Brücke von Changban und schrie: "Ich bin Zhang Fei. Wer will mit mir auf Leben und Tod kämpfen?" Warum Cao Caos Armee sich zurückzog, ist nicht vollkommen klar. Vermutlich folgte er dem Rat Guan Yus, der ihn vor Zhang Feis Heldenmut gewarnt hatte. Zhang Fei zerstörte die Brücke und schloss zu Liu Beis Armee auf.
Angeblich soll Liu Bei seinen Sohn, als er mit Zhao Yun zurückkehrte, ergriffen und zu Boden geschleudert haben, weil er Zhao Yun in Gefahr gebracht hatte. Darin sehen manche den Grund für seine spätere Unfähigkeit als Kaiser der Shu Han. Liu Bei konnte sich nach Xiakou zurückziehen.
Nach dieser Schlacht verbündete sich Liu Bei mit Sun Quan, dem König der Wu, und schlug mit ihm gemeinsam noch im selben Jahr die Schlacht von Chibi.
Die Schlacht von Changban wird in der Geschichte der Drei Reiche romantisch verklärt und ist mit vielen Bildern zur Tapferkeit von Zhang Fei und Zhao Yun ausgestattet. Besonders Zhang Feis Kriegsschrei ist ein noch später häufig stilisiertes Motiv. In einer Legende heißt es, sein Schrei habe die Brücke zerbrochen. In einer anderen Legende tötete dieser Schrei einen General Cao Caos vor Schreck.